# Passiflora hypoglauca
Passiflora hypoglauca är en passionsblomsväxtart som beskrevs av Hermann August Theodor Harms. Passiflora hypoglauca ingår i släktet passionsblommor, och familjen passionsblomsväxter. Inga underarter finns listade i Catalogue of Life.